# Satyrus haslundi
Satyrus haslundi är en fjärilsart som beskrevs av Andrej Nikolajewitsch Avinoff och Sweadner 1951. Satyrus haslundi ingår i släktet Satyrus och familjen praktfjärilar. Inga underarter finns listade.